# Klein fakkelgras
Klein fakkelgras (Rostraria cristata) is een eenjarige plant, die behoort tot de grassenfamilie. De soort komt van nature voor in het Middellandse Zeegebied en Zuidwest-Azië. Het aantal chromosomen is 2n = 26.
De plant wordt in het algemeen 5-20 cm hoog. De halmen zijn rechtopstaand of aan de basis geknield en meestal aan de basis vertakt. De halm is dun, geribbeld, kaal en heeft drie tot vijf knopen. De bladscheden zijn dicht bedekt met dunne, ongeveer één millimeter lange haren. Het afgeknotte tongetje is 0,5-3 mm lang.
Het vlakke blad is 4-26 cm lang en 4-8 mm breed en is bedekt met lange, dunne haren.
Klein fakkelgras bloeit vanaf juni tot in september. De bloeiwijze is een 1-10 cm lange en 5-29 mm brede, cilindrische, vaak gelobde aarpluim. De steel van de aartjes is 0,2-0,5 mm lang. Het 3-6 mm lange aartje heeft twee tot zes bloemen. De kelkkafjes zijn aan de kiel lang gewimperd of kaal. Het onderste, lijnvormige tot smal-lancetvormige, eennervige kelkkafje is 1–2,5 mm lang. Het bovenste ovale tot lancetvormige, drienenervige kelkkafje is 2–3 mm lang. Het onderste kroonkafje is vijfnerverig, vliezig met een iets onder de punt beginnende, 1-3 mm lange kafnaald. De top van onderste kroonkafje is ingesneden. De 2,0-2,6 mm lange bovenste kroonkafjes zijn tweenervig. De helmknoppen zijn 0,2-0,4 mm lang.
De vrucht is een graanvrucht.

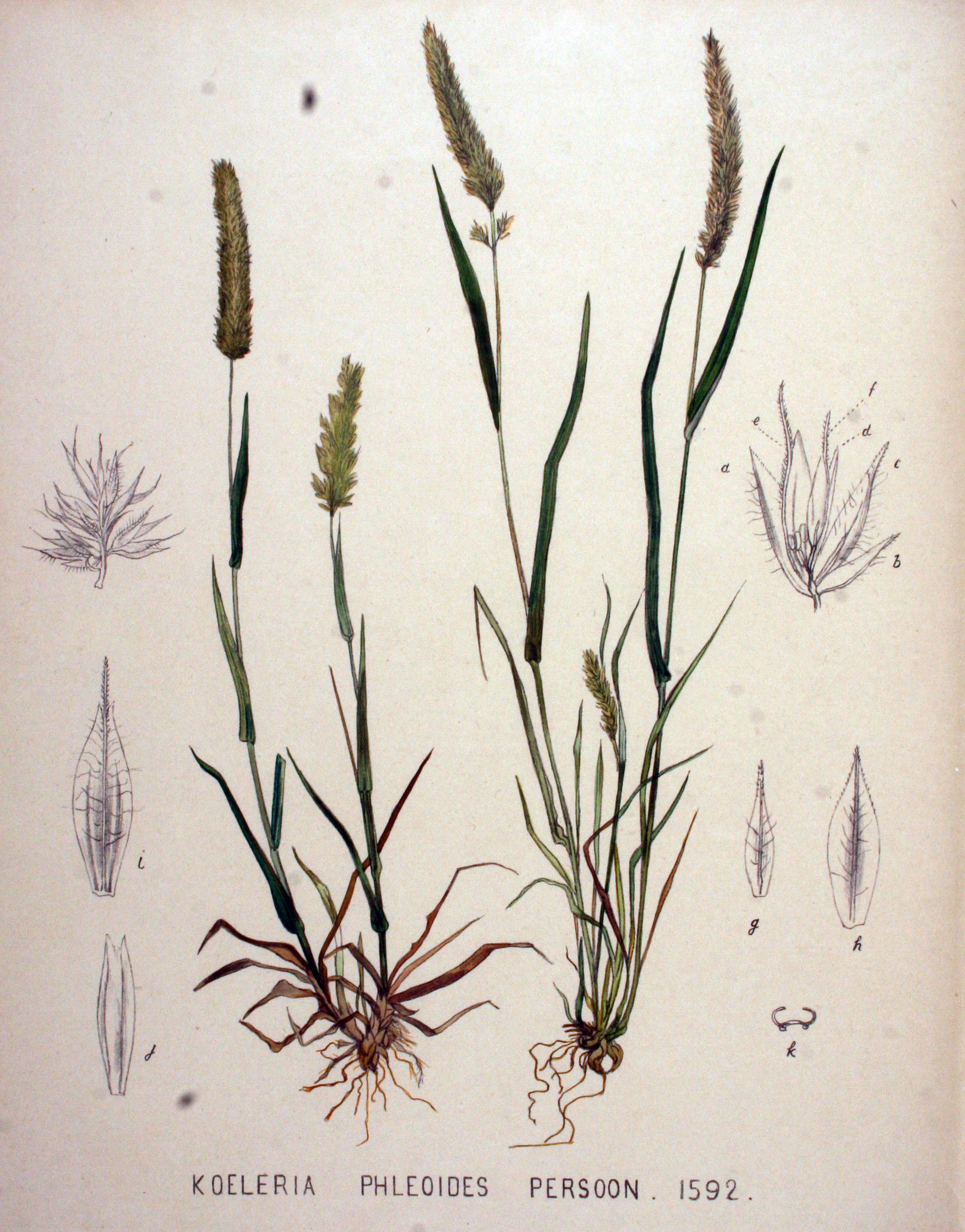
Illustratie uit Flora Batava. a. onderste kelkkafje, b. bovenste id., c. onderste kroonkafje; d. bovenste id., (onderste bloem); e. tweede bloem; f. derde onvolkomen bloem; g. onderste kelkkafje; h. bovenste id.: i. onderste kroonkafje; j. bovenste id.; k. bovenste kroonkafje, dwarse doorsnede.
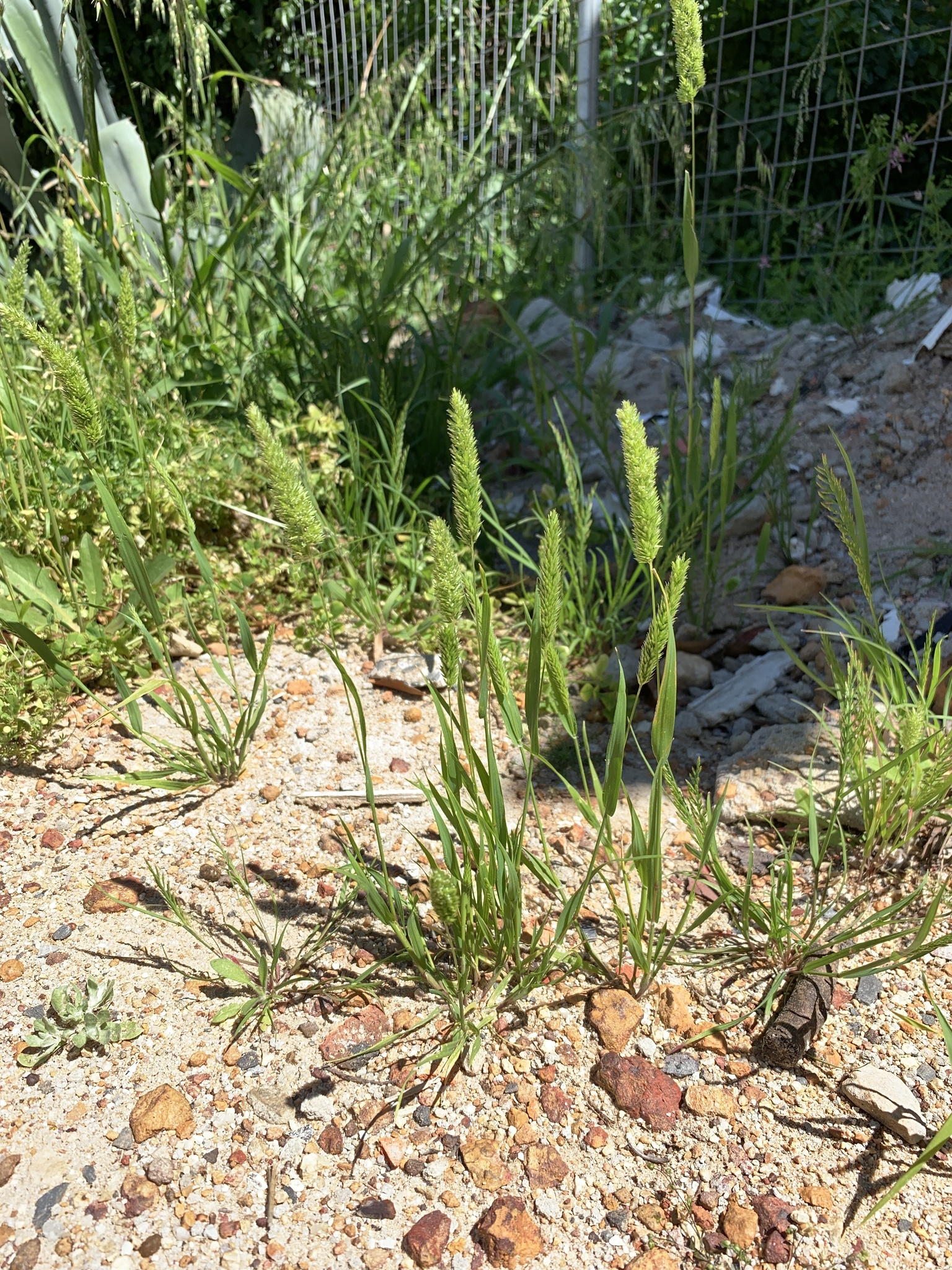
Planten
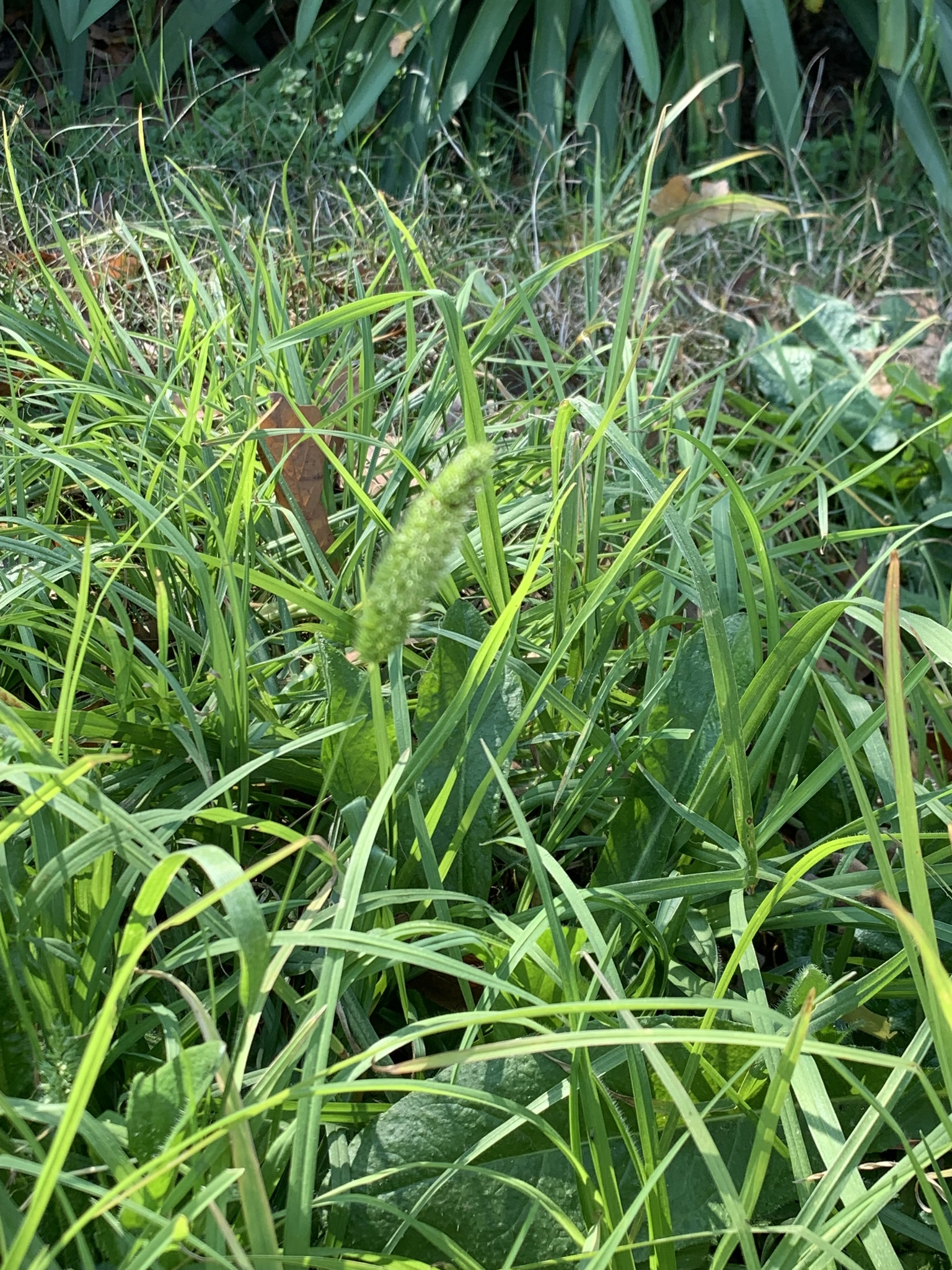
Bladeren
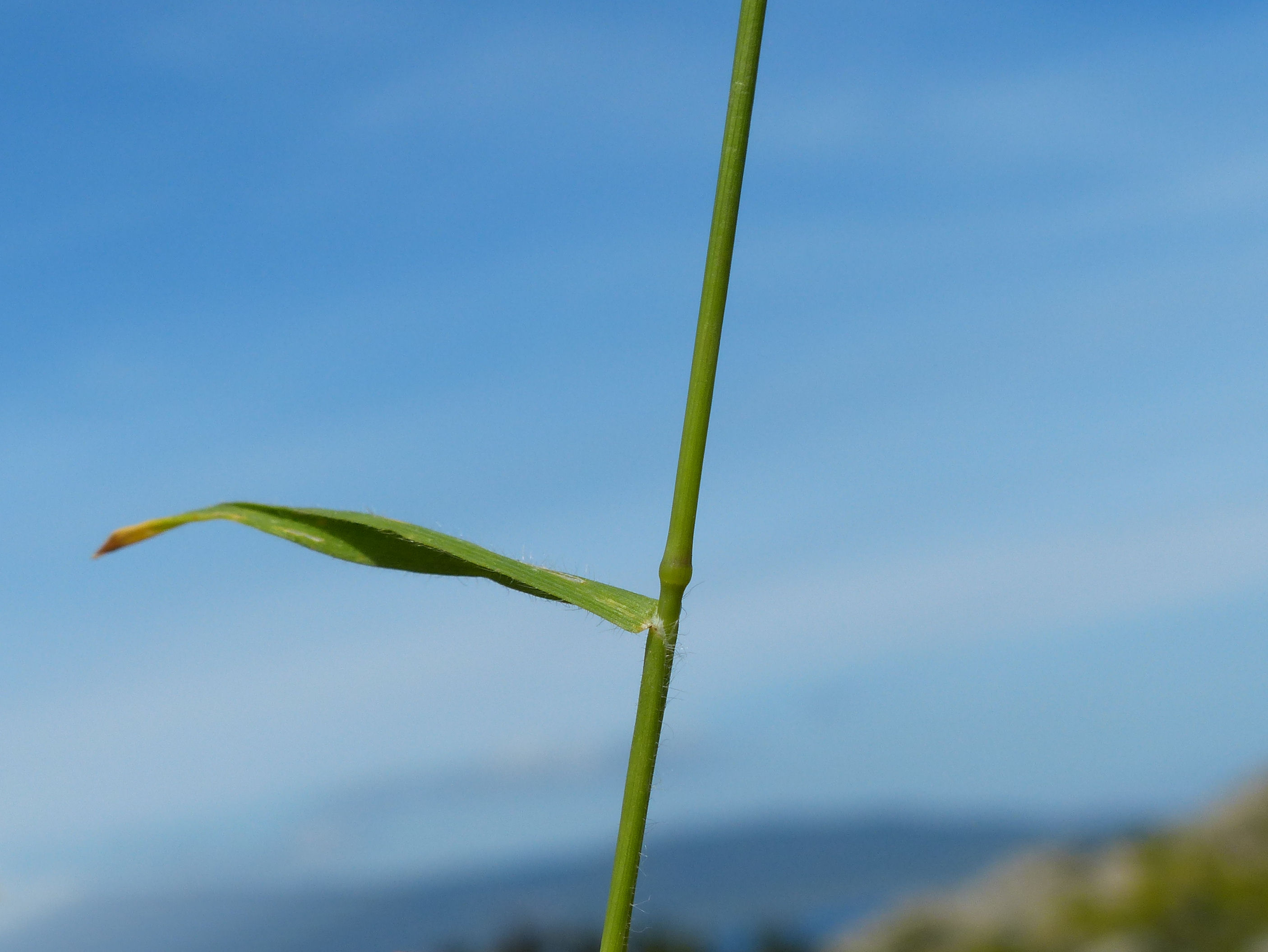
Tongetje
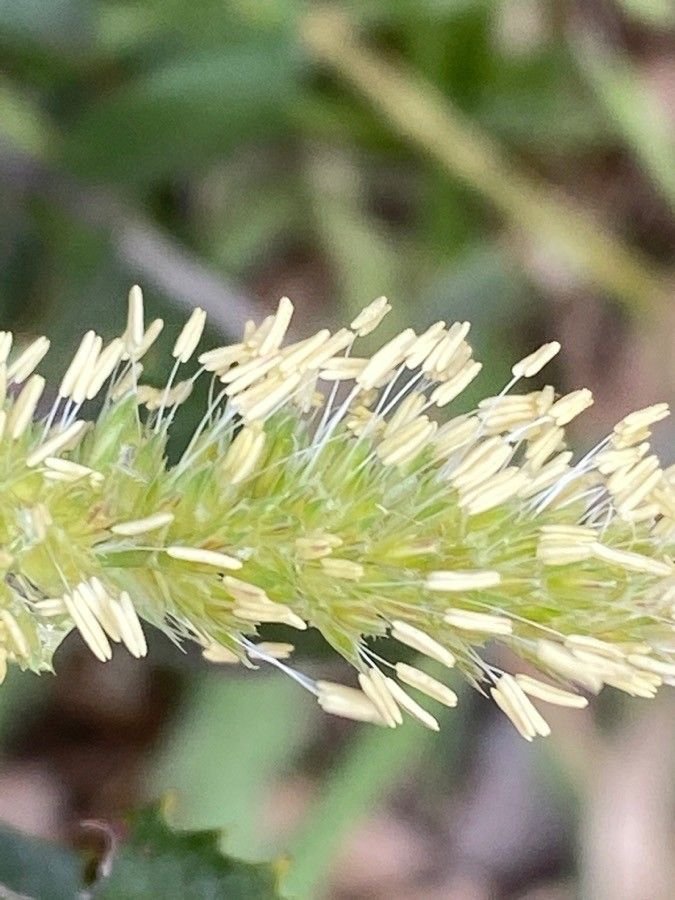
Aarpluim in bloei
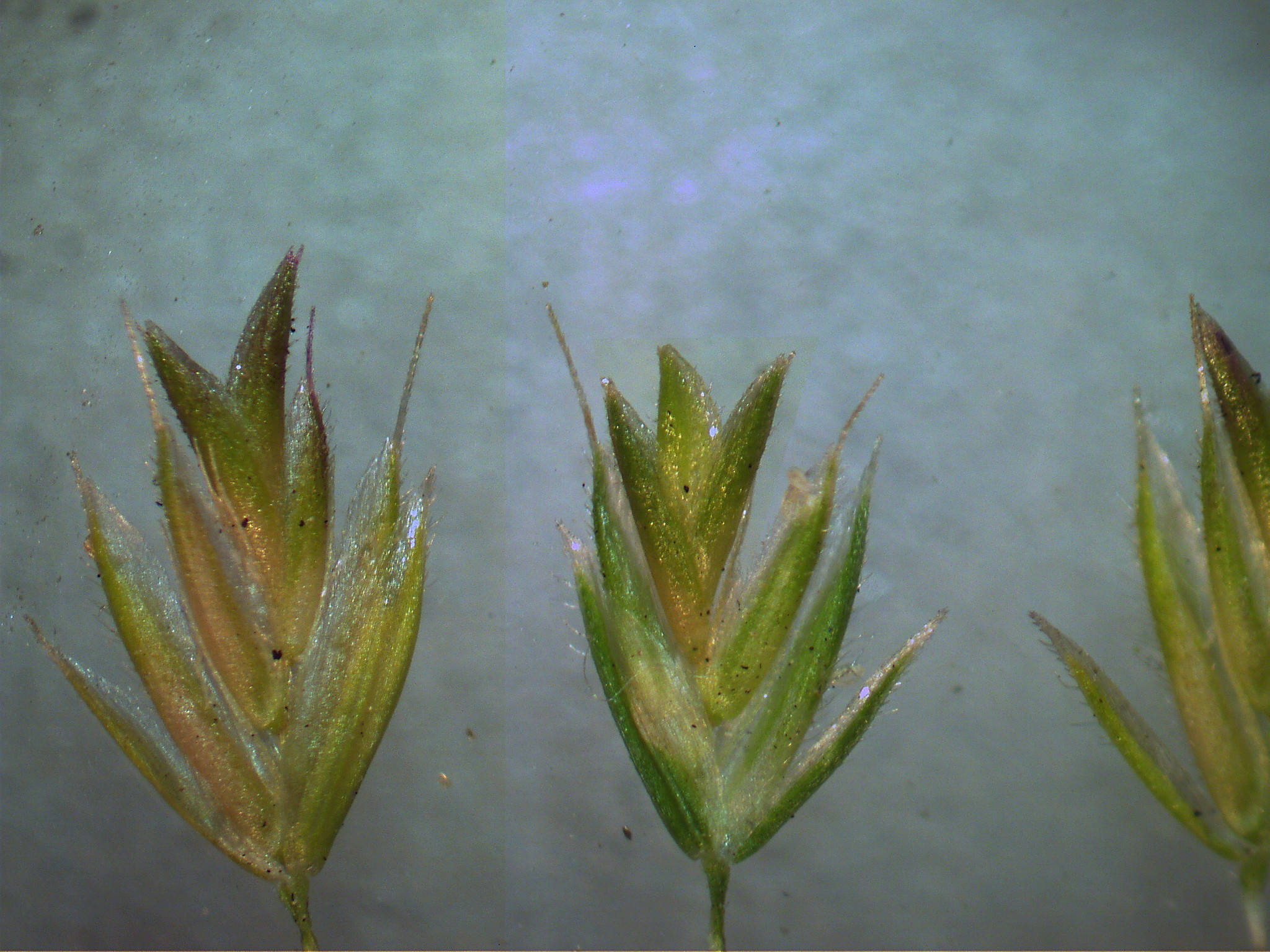
Aartjes
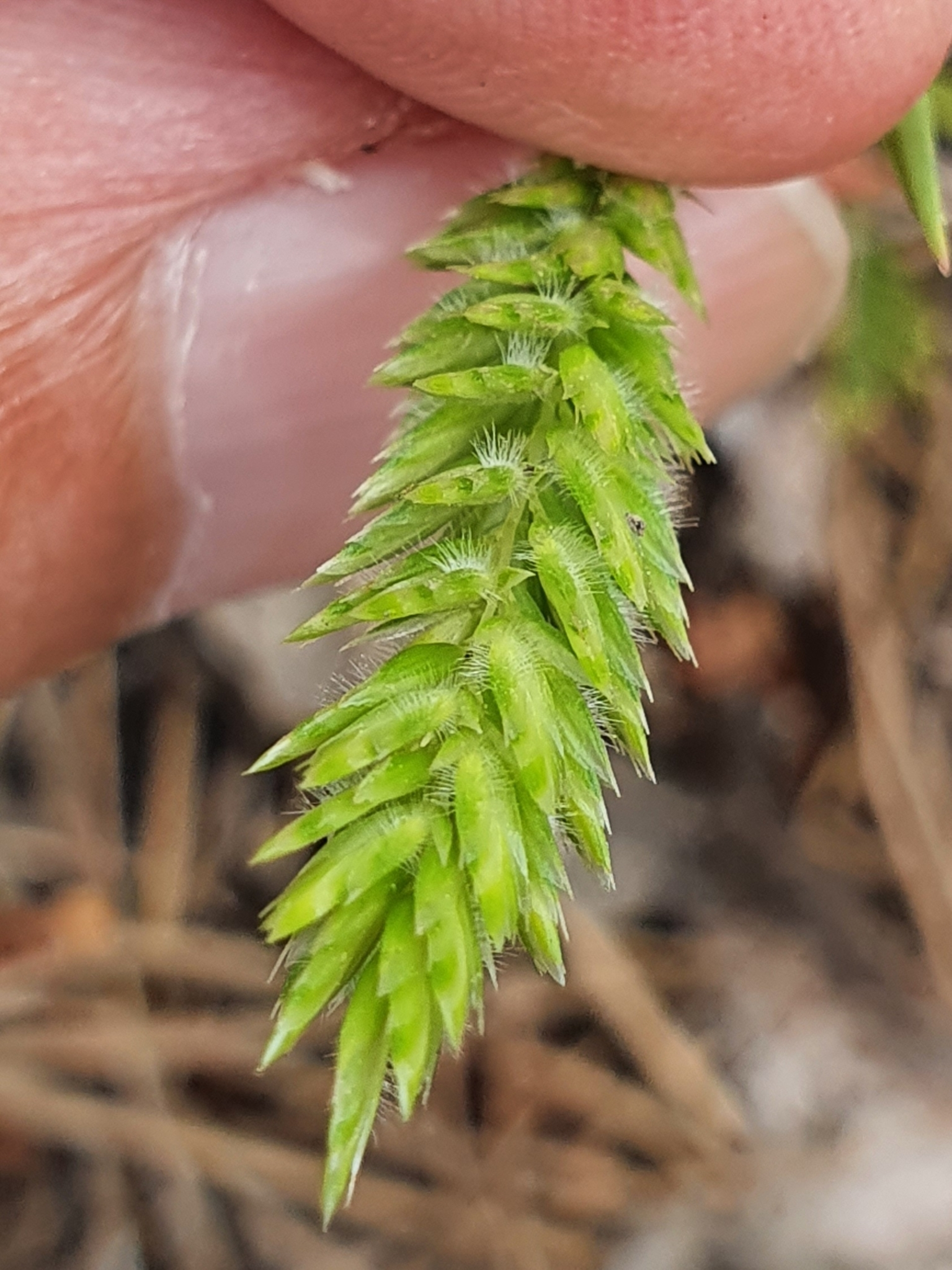
Gewimperde kelkkafjes

Klein fakkelgras staat op zonnige, droge, stenige of zandige grond. De eenjarige plant groeit op ruderale plekken in bermen en in open bossen, in graslanden en kustheiden, in boomspiegels en op verwaarloosde kerkhoven. Verder tussen plaveisel en op grind, op spoorwegemplacementen en haventerreinen, op kliffen en muren. Ze stamt oorspronkelijk uit het Middellandse Zeegebied en Azië maar is momenteel als verontreiniging in wol, vogelzaad, graan en bloembollen bijna overal verspreid en ingeburgerd, maar zeer zeldzaam in Nederland. De soort groeit in kleine pollen en heeft vaak rechte stengels met een kort tongetje en meestal vlakke, basale, al of niet behaarde bladeren. De slanke, cilindrische aarpluimen zijn los tot ± gelobd en ze dragen aartjes die 3-5(-10) fertiele bloemen bezitten. Het geslacht is indertijd afgescheiden van fakkelgras en verschilt daarvan doordat de bladeren niet altijd behaard zijn, de top van de lemma’s ingesneden is en vooral door haar eenjarigheid.